# Petaurillus hosei
Petaurillus hosei е вид бозайник от семейство Катерицови (Sciuridae).